# Kapellenstraße 3 (Magdeburg)

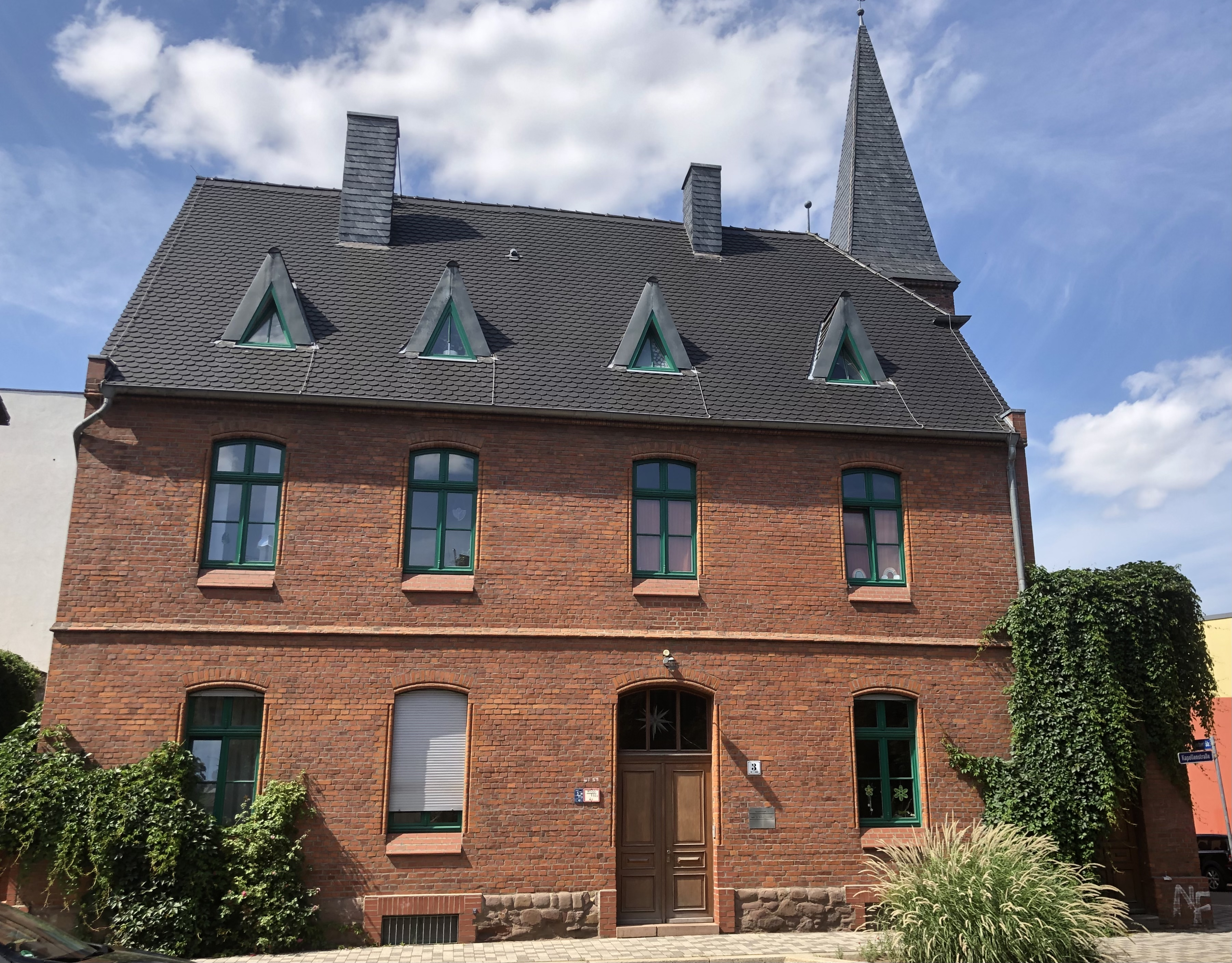
Kapellenstraße 3, Blick von Süden im Jahr 2021

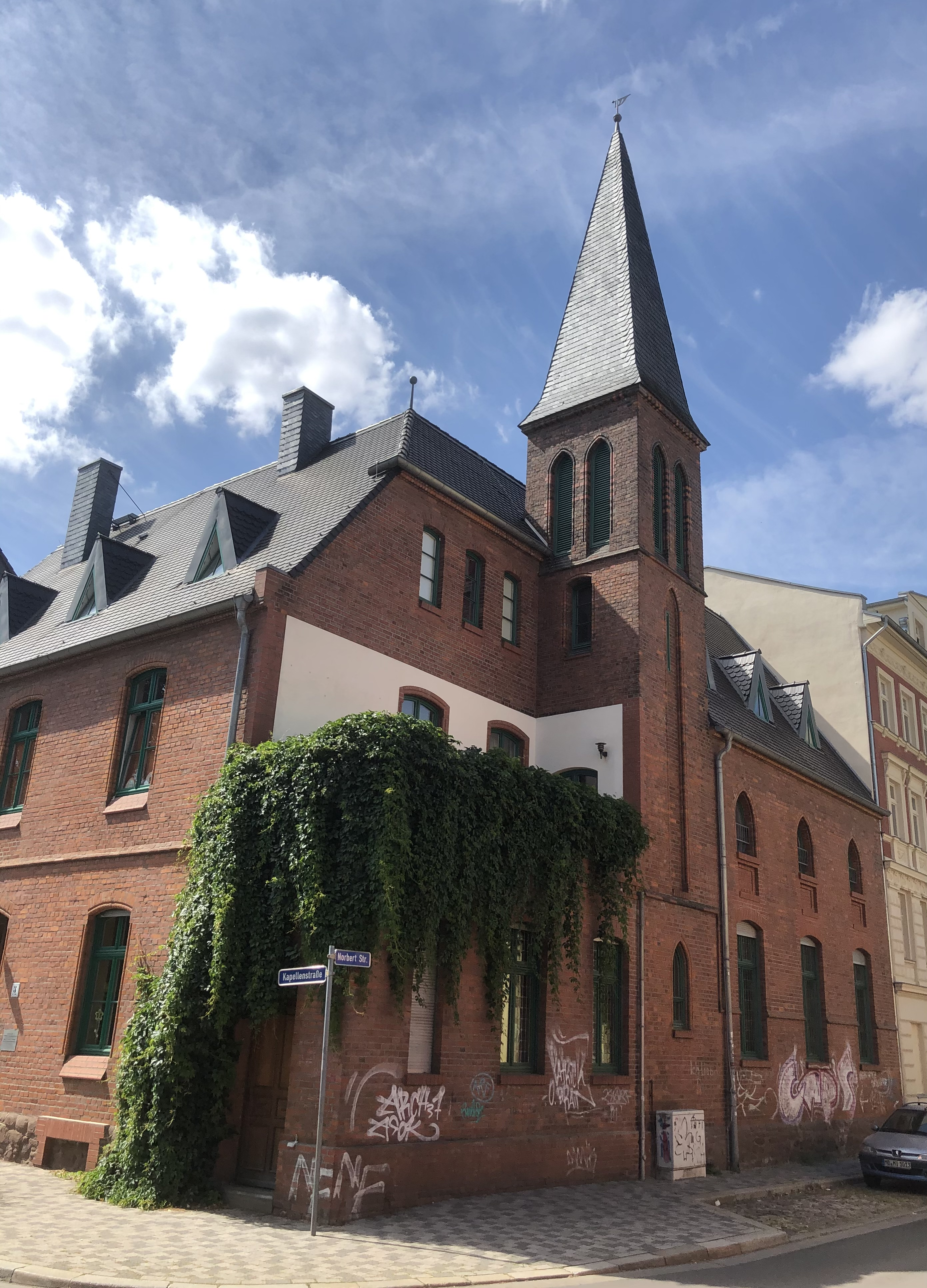
Blick von Südosten

Die Kapellenstraße 3 ist ein denkmalgeschütztes Pfarrhaus in Magdeburg in Sachsen-Anhalt.

## Lage
Es steht im Stadtteil Buckau in einer Ecklage auf der Nordseite der Kapellenstraße, auf die hier östlich des Hauses die Norbertstraße einmündet. Unmittelbar nördlich grenzt das gleichfalls denkmalgeschützte Haus Norbertstraße 1 an. Weiter westlich, auf der anderen Seite der Karl-Schmidt-Straße befindet sich die St.-Norbert-Kirche. Gegenüber dem Pfarrhaus liegt südlich der Hof des Volksbad Buckau.

## Architektur
Das neogotische zweigeschossige rote Ziegelgebäude wurde im Jahr 1872 vom Paderborner Diözesanbaumeister Arnold Güldenpfennig, andere Angaben nennen C.A. Schmidt, als Missionshaus der seit 1868 bestehenden katholischen Missionsgemeinde St. Norbert errichtet. Der Entwurf stammt aus dem Jahr 1871. Neben den eigentlichen Pfarrräumen wurden im Gebäude auch Schul- und Wohnräume sowie eine Kapelle untergebracht. Außerdem erhielt der Bau in seiner Ostseite einen kleinen schmalen Glockenturm, der von einem spitz zulaufendem Helm bekrönt ist. Die südliche Fassade ist vierachsig ausgeführt. In der zweiten Achse von rechts befindet sich der Haupteingang. Links hiervon lagen im Erdgeschoss ursprünglich Klassenraum und Lehrerwohnung. Bedeckt ist das Haus von einem hohen Krüppelwalmdach.
Im örtlichen Denkmalverzeichnis ist das Pfarrhaus unter der Erfassungsnummer 094 17829 als Baudenkmal verzeichnet.
Das Gebäude gilt als religionssoziologisch und sozialgeschichtlich interessantes Zeugnis für die Zeit der Neuzuwanderung von Katholiken vor allem aus Schlesien, Westfalen und dem Eichsfeld in die damals stark wachsende Industrieregion Magdeburg und die damit einhergehende Neugründung von Gemeinden.

## Geschichte
Der ab 1860 in Buckau erteilte katholische Schulunterricht und die seit 1868 in Buckau stattfindenden katholischen Gottesdienste fanden zunächst in angemieteten Räumen statt.
Im Mai/Juni 1871 erwarb Kaplan Theodor Franz Deilmann, der damals der katholische Seelsorger für Buckau war, mit Unterstützung des Bonifatius-Vereins vom Fabrikanten Gärtner das Grundstück Kapellenstraße 3. 1872 begann der Bau des Missionshauses, das am 17. November 1872 eingeweiht wurde. Im Missionshaus wurden die zunächst einklassige katholische Schule, Wohnungen für den Lehrer und den Missionar sowie eine Kapelle eingerichtet, die bereits das Patrozinium der später erbauten Kirche, St. Norbert, erhielt. Aufgrund der gestiegenen Schülerzahl wurde 1882 eine zweite Klasse eingerichtet und eine Lehrerin als zweite Lehrkraft angestellt.
Die St.-Norbert-Kapelle bestand bis zur 1898 erfolgten Konsekration der St.-Norbert-Kirche. Eine Funktion als Schule bestand bis zur 1884 erfolgten Eröffnung der Schule in der Feldstraße 5 (später in Karl-Schmidt-Straße umbenannt). Anschließend wurde es als Pfarrhaus und Vereinsheim genutzt.
Im Jahr 1995 erfolgte eine Sanierung.